# Oxymirus cursor
Espèce
L'oxymire coureur, Oxymirus cursor, est une espèce d'insectes coléoptères de la famille des Cerambycidae, de la sous-famille des Lepturinae.